# لاندو
لاندو (به انگلیسی: Llandough) یک روستا در بریتانیا است که در ویل آو گلامورگن واقع شده‌است.